# Південна Родезія в Першій світовій війні
Південна Родезія у Першій світовій війні — період в історії Південної Родезії у 1914—1918 рр., коли Південна Родезія, яка була залежною від Великої Британії, виступала у війні на боці країн Антанти.

## Перед війною
Свою назву Родезія отримала від імені Сесіла Джона Родса, який був прем'єр-міністром британської Капській колонії, політичним діячем, промисловцем і засновником Британської Південно-Африканської Компанії. Після смерті Родса, 1902 року територія отримала свою назву, а також, зважаючи на свою площу, була розділена на дві частини — Південну і Північну Родезії. Північна Родезія була оголошена британською колонією і залишалася нею аж до 1964 р, коли стала Замбією. Південна Родезія, юридично перебувала під егідою британської корони на чолі з приватною компанією. Велика Британія планувала надати Південній Родезії офіційне самоврядування, але цьому перешкодила Перша світова війна, яка розпочалася 1914 року.

## Участь Південної Родезії в війні
Південна Родезія відправила на фронт 5000 білих (25 % тодішнього білого населення країни) і 2000 чорних. У відсотковому відношенні на душу населення Родезія послала на європейські фронти більше своїх солдатів, ніж інші країни Британської співдружності. Надалі, Родезія виставляла завжди свої сили щоб допомогти британським військам у всіх війнах, які вела Велика Британія.

## Результат участі країни у війні
1922 року завершився термін повноважень створеної Сесілом Родсом Британської південноафриканської компанії, що на правах приватного володіння управляла Північною та Південною Родезією. Британці провели серед білого населення Південної Родезії референдум. Вибираючи між приєднанням до ПАС та створенням самоуправної колонії, більшість голосувальників висловилася за колоніальний статус. 1 жовтня 1923 р. Південна Родезія була проголошена самоуправною колонією із власними урядом і парламентом. Північна Родезія, де референдум не проводився, у 1924 р. стала британським протекторатом.
Номінальну владу здійснював губернатор, якого надсилали з Лондона, на практиці ж родезійці видавали власні закони, збирали податки, здійснювали адміністрування і т. д. Всі справи, пов'язані з Південною Родезією велися в Лондоні Управлінням у справах домініонів.